# Lambertiodes harmonia
Lambertiodes harmonia är en fjärilsart som beskrevs av Edward Meyrick 1908. Lambertiodes harmonia ingår i släktet Lambertiodes och familjen vecklare. Inga underarter finns listade i Catalogue of Life.